# Trond Viggo Toresen
Trond Viggo Toresen (Levanger, 22 febbraio 1978) è un ex calciatore norvegese, di ruolo centrocampista.

## Carriera

### Giocatore

#### Club
Toresen iniziò la carriera nel Verdal, per passare poi al Byåsen e successivamente nel Pors Grenland. Nel 2004 fu ingaggiato dall'Odd Grenland, per cui esordì nella Tippeligaen il 12 aprile, schierato titolare nella vittoria per 2-0 sullo Stabæk. Vi rimase fino alla fine del 2007.
Passò poi al Notodden, per cui debuttò in Adeccoligaen il 6 aprile 2008, schierato titolare nella sconfitta per 3-1 sul campo dello Haugesund. Il 27 aprile segnò la prima rete, su calcio di rigore, nella vittoria per 2-1 sul Sandnes Ulf. Restò in squadra fino al 2009.
Nel 2010 passò al Levanger e l'anno successivo tornò al Verdal.

### Dopo il ritiro
Il 17 novembre 2015, il Levanger ha annunciato che Magnus Powell sarebbe diventato nuovo allenatore della squadra a partire dal 1º gennaio 2016, con Toresen che ne sarebbe stato assistente: entrambi hanno firmato un contratto biennale.